# Doraemon: Obā-chan no omoide
Doraemon: Obā-chan no omoide (おばあちゃんの思い出?, Obā-chan no omoide, lett. "Doraemon - Ricordi della nonna") è un cortometraggio giapponese del 2000 diretto da Ayumu Watanabe.
Il cortometraggio ha vinto l'Animation Film Award in occasione del cinquantacinquesimo Mainichi Film Awards.

## Trama
Nobita sente la mancanza della sua nonna che da tempo è venuta a mancare, e per consolarlo Doraemon lo porta nel passato per fargli rivedere sua nonna per un'ultima volta. I due si troveranno ad affrontare una serie di cose impreviste, come Nobita ed i suoi amici da piccoli, o la madre di Nobita da giovane che, ovviamente, non può riconoscere né Nobita né Doraemon. Alla fine Nobita riuscirà a ritrovare la nonna e passare con lei qualche momento felice prima di salutarla definitivamente.

## Distribuzione
Il cortometraggio è stato proiettato per la prima volta nelle sale cinematografiche giapponesi il 4 marzo 2000, insieme a Doraemon: Nobita no taiyō ō densetsu e The Doraemons: Dokidoki kikan-sha daibakusō!
Il titolo internazionale del film è Doraemon: A Grandmother's Recollection.
La trama del cortometraggio viene ripresa in Doraemon - Il film 2 insieme ad un'altra storia del manga.